# Ulrika Margaretha Bergsten
Ulrika Margaretha Bergsten, född 1754, svensk barnviolinist och underbarn. 
Dotter till guldsmeden Georg Bergsten på Klenhult vid Lilla Bjurum i Skaraborgs län. Vid 7 års ålder spelade hon över fyrtio olika menuetter, polskor, kontradanser och marscher på violin "så färdigt, att musikkännare, som afhörde henne, icke kunde upptäcka några fel hvarken i takt eller toner". Hon stämde dessutom instrumentet med munnen, på grund av svaga fingrar. 1761 spelade hon psalmer på orgeln i Skara domkyrka med högra handen. 
Hon uppmärksammades i Post- och Inrikes Tidningar för åren 1761 och 1762